# 城巴11線
城巴11線是香港島一條日間巴士路線，循環來往中環碼頭及渣甸山。
其輔助線511則祇於平日星期一至五上午繁忙時間單向由大坑徑開往中環碼頭。

## 歷史
- 1954年10月1日：11線投入服務，來往灣仔碼頭至大坑道，由中巴經營。
- 1961年11月16日：11線總站由大坑道延長至大坑道近司徒拔道。
- 1973年9月3日：11線總站由灣仔碼頭延長至中環。
- 1974年10月14日：配合港府增加泊車收費以鼓勵駕駛私家車的人士改乘巴士，11線改為循環運作，並繞經白建時道及畢拉山道，不經畢拉山道至大坑道近司徒拔道。
- 1986年：路線總站由中環遷至中環交易廣場。
- 1994年5月16日：511線投入服務，以輔助11線。
- 1995年5月9日：11線及511線總站由中環交易廣場遷至中環碼頭。
- 1995年9月1日：11及511號線改由城巴接辦，11號線同日起改為全空調服務。
- 1997年3月2日：511改為每天全日服務，平日早上1000後及假日所有班次往中環方向，取道11號線的行車路線，並11線提供聯合班次。
- 1998年2月23日：配合重整11及511渣甸山區行車路線，本線改由大坑道經大坑徑、春暉道、睦誠道、白建時道返回畢拉山道；511改為只於平日早上行走，路線改由大坑道經大坑徑、春暉道、睦誠道、白建時道返回大坑道。
- 約在2007年起，城巴在旗下兩條路線（11線與12線）試驗報站機廣播系統。
- 2015年9月29日：11及511線的服務重組如下：
  - 511號線改為單向由大坑徑開往中環碼頭，開出時間改為逢星期一至五（公眾假期除外）07:50、08:15、08:35。
  - 11號線逢星期一至五（公眾假期除外）於07:13、07:35、07:59開出的班次以大坑徑為終站的特別班次（非上課日停開07:13班次），並加密07:00-09:00時段的班次。[1][2]
- 2016年5月20日：增設實時抵站時間查詢服務。
- 2022年9月11日：11線往渣甸山方向改經民祥街、租庇利街隧道、干諾道中及林士街前往德輔道中，不經中環（交易廣場）及域多利皇后街，往中環碼頭方向於星期一至六在駛經金鐘道後，將改經德輔道中、雪廠街及干諾道中。[3]

## 服務時間及班次
11常規班次
| 中環碼頭開       | 中環碼頭開   | 中環碼頭開   |
| 日期             | 服務時間     | 班次（分鐘） |
| ---------------- | ------------ | ------------ |
| 星期一至五       | 06:30-07:00  | 15           |
| 星期一至五       | 07:20、07:45 |              |
| 星期一至五       | 08:15-08:55  | 20           |
| 星期一至五       | 08:55-09:25  | 15           |
| 星期一至五       | 09:25-13:45  | 20           |
| 星期一至五       | 14:00        |              |
| 星期一至五       | 13:45-18:15  | 15           |
| 星期一至五       | 18:15-19:55  | 20           |
| 星期一至五       | 19:55-20:20  | 25           |
| 星期一至五       | 20:50-22:50  | 30           |
| 星期一至五       | 23:20、23:50 |              |
| 星期六           | 06:30-09:00  | 25           |
| 星期六           | 09:00-10:00  | 20           |
| 星期六           | 10:00-11:00  | 15           |
| 星期六           | 11:00-12:00  | 12           |
| 星期六           | 12:00-15:00  | 15           |
| 星期六           | 15:00-17:00  | 12           |
| 星期六           | 17:00-17:30  | 15           |
| 星期六           | 17:30-19:50  | 20           |
| 星期六           | 19:50-22:50  | 30           |
| 星期六           | 23:20、23:50 |              |
| 星期日及公眾假期 | 06:30-09:50  | 25           |
| 星期日及公眾假期 | 09:50-10:30  | 20           |
| 星期日及公眾假期 | 10:30-11:00  | 15           |
| 星期日及公眾假期 | 11:00-12;00  | 12           |
| 星期日及公眾假期 | 12:00-14:00  | 15           |
| 星期日及公眾假期 | 14:00-15:00  | 12           |
| 星期日及公眾假期 | 15:00-16:00  | 15           |
| 星期日及公眾假期 | 16:00-17:00  | 12           |
| 星期日及公眾假期 | 17:00-19:00  | 15           |
| 星期日及公眾假期 | 19:00-20:00  | 20           |
| 星期日及公眾假期 | 20:00-20:50  | 25           |
| 星期日及公眾假期 | 20:50-22:50  | 30           |
| 星期日及公眾假期 | 23:20、23:50 |              |

- 橙字班次經渣甸山後會以軒尼詩道近堅拿道東分站為終點站，不返回中環。

11特別班次
- 中環碼頭 → 大坑道（柏園）
  - 星期一至五：07:13（學校假期除外）、07:59

- 大坑道（柏園） → 中環碼頭
  - 星期一至五：09:10

511
- 大坑徑開：
  - 星期一至五：07:50、08:10、08:25、08:40

11線特別班次及511線逢星期六、日及公眾假期不設服務

## 收費
(5)11
全程：$8.0
- 史釗域道往渣甸山（只適用於11線）／利群道往中環碼頭：$4.9

| - 本線設有12歲以下小童及65歲或以上長者半價優惠。 - 65歲或以上香港居民使用「樂悠咭」，以及12歲以下合資格殘疾兒童使用「殘疾人士身份」個人八達通繳付車資，均可享有每程$2.0或半價（以較低者為準）的票價優惠；12至64歲合資格殘疾人士使用「殘疾人士身份」個人八達通（包括「樂悠咭」），以及60至64歲香港居民使用「樂悠咭」繳付車資，均可享有每程$2.0或全費（以較低者為準）的票價優惠。 - 65歲或以上長者如使用長者或一般個人八達通繳付車資，則只可享有半價優惠；12至64歲合資格殘疾人士如不使用「殘疾人士身份」個人八達通，以及60至64歲人士如不使用「樂悠咭」繳付車資，必須繳付全費。 - 乘客可以現金或八達通於上車時付款，不設找續。 - 每位成人乘客可免費攜帶最多兩名4歲以下而不佔座位的兒童乘客乘車，超額之4歲以下小童必須繳付小童車費乘車。 - 九龍巴士、城巴及龍運巴士全職員工及家屬（不包括外判職員）可免費乘搭本路線，惟必須拍職員或職員家屬八達通。 - 乘客亦可使用AlipayHK「易乘碼」、支付寶、WeChatHK／微信支付「搭車碼」、銀聯雲閃付「乘車碼」及BOC Pay「乘車碼」、具有感應式支付功能的VISA、Mastercard及銀聯卡，以及Apple Pay、Google Pay及Samsung Pay流動支付平台繳付車資。使用此支付方式的乘客可享有中途下車之分段收費，以及與其他城巴獨營路線或聯營線城巴班次之轉乘優惠，惟不適用於與非城巴路線之轉乘優惠。乘客亦不能享有「公共交通費用補貼計劃」及「長者及合資格殘疾人士公共交通票價優惠計劃」。 |

### 八達通轉乘優惠
乘客登上本線後指定時間內以同一張八達通卡轉乘以下路線，或從以下路線登車後指定時間內以同一張八達通卡轉乘本線，次程可獲車資折扣優惠：
(5)11←→930(A/X)，次程可獲$1.5折扣優惠，轉乘時限為90分鐘
- (5)11往中環 → 930(A)往荃灣
- 930(A/X)往港島 → 11往渣甸山

11←→A11
- 11往中環 → A11往機場，回贈首程車資，轉乘時限為90分鐘
- A11往北角碼頭 → 11往渣甸山，次程車資全免，轉乘時限為120分鐘

## 使用車輛
本線現時使用2015年青年JPN6120GR（1830-1845）行走，間中會有2012年青年JPN6105R（1810-1825）支援。
城巴獲港府資助，試驗引入6輛比亞迪K9R電動巴士，其中1部比亞迪K9R（1581）及1部山東沂星SDL6120EVG「華夏神龍」（1584）現時亦固定行走此路線作試驗。

## 行車路線
11
經：民光街、民耀街、民祥街、隧道、干諾道中、林士街、德輔道中、金鐘道、軒尼詩道、怡和街、銅鑼灣道、銅鑼灣徑、大坑道天橋、大坑道、大坑徑、春暉道、睦誠道、白建時道、軒德蓀道、畢拉山道、大坑道、銅鑼灣道、摩頓臺、高士威道、伊榮街、邊寧頓街、怡和街、軒尼詩道、金鐘道、德輔道中、雪廠街、干諾道中、皇后大道中、畢打街、康樂廣場及民耀街。
逢星期日及公眾假期不經斜體字之路段，改經粗體字之路段。
511
經：春暉道、睦誠道、白建時道、軒德蓀道、畢拉山道、大坑道、天橋、告士打道、夏慤道、紅棉路支路、琳寶徑、遮打道、昃臣道、干諾道中、康樂廣場、民耀街及民光街。

### 沿線車站
11
| 中環碼頭開 | 中環碼頭開       | 中環碼頭開       |
| 序號       | 車站名稱         | 位置             |
| ---------- | ---------------- | ---------------- |
| 1          | 中環碼頭         | 中環碼頭巴士總站 |
| 2          | 林士街           | 德輔道中         |
| 3          | 恒生銀行總行     | 德輔道中         |
| 4          | 歷山大廈         | 德輔道中         |
| 5          | 遮打花園         | 德輔道中         |
| 6          | 金鐘站           | 金鐘道           |
| 7          | 盧押道           | 軒尼詩道         |
| 8          | 史釗域道         | 軒尼詩道         |
| 9          | 杜老誌道         | 軒尼詩道         |
| 10         | 灣仔消防局       | 軒尼詩道         |
| 11         | 百德新街         | 怡和街           |
| 12         | 聖保祿醫院       | 銅鑼灣道         |
| 13         | 豪園             | 大坑道           |
| 14         | 光明臺           | 大坑道           |
| 15         | 上林             | 大坑道           |
| 16         | 昍逵閣           | 大坑道           |
| 17         | 宏豐台           | 大坑道           |
| 18         | 龍風臺           | 大坑道           |
| 19         | 柏園             | 大坑徑           |
| 20         | 慧景園           | 春暉道           |
| 21         | 金雲閣           | 睦誠道           |
| 22         | 渣甸山花園       | 睦誠道           |
| 23         | 睦誠徑           | 睦誠道           |
| 24         | 盛苑             | 睦誠道           |
| 25         | 畢拉山徑         | 畢拉山道         |
| 26         | 渣甸園           | 畢拉山道         |
| 27         | 渣甸臺           | 畢拉山道         |
| 28         | 畢拉山道         | 大坑道           |
| 29         | 渣甸山花園大廈   | 大坑道           |
| 30         | 白建時道         | 大坑道           |
| 31         | 瑞士花園         | 大坑道           |
| 32         | 龍風臺           | 大坑道           |
| 33         | 大寶閣           | 大坑道           |
| 34         | 優悠台           | 大坑道           |
| 35         | 香港真光中學     | 大坑道           |
| 36         | 利群道           | 大坑道           |
| 37         | 豪園             | 大坑道           |
| 38         | 香港中央圖書館   | 摩頓臺           |
| 39         | 希慎廣場         | 軒尼詩道         |
| 40         | 堅拿道東         | 軒尼詩道         |
| 41         | 北海中心         | 軒尼詩道         |
| 42         | 修頓球場         | 軒尼詩道         |
| 43         | 晏頓街           | 軒尼詩道         |
| 44         | 高等法院         | 金鐘道           |
| 45         | 中銀大廈         | 金鐘道           |
| 46*        | 歷山大廈         | 雪廠街           |
| ^          | 畢打街           | 畢打街           |
| 47         | 國際金融中心二期 | 民耀街           |
| 48         | 中環碼頭         | 中環碼頭巴士總站 |

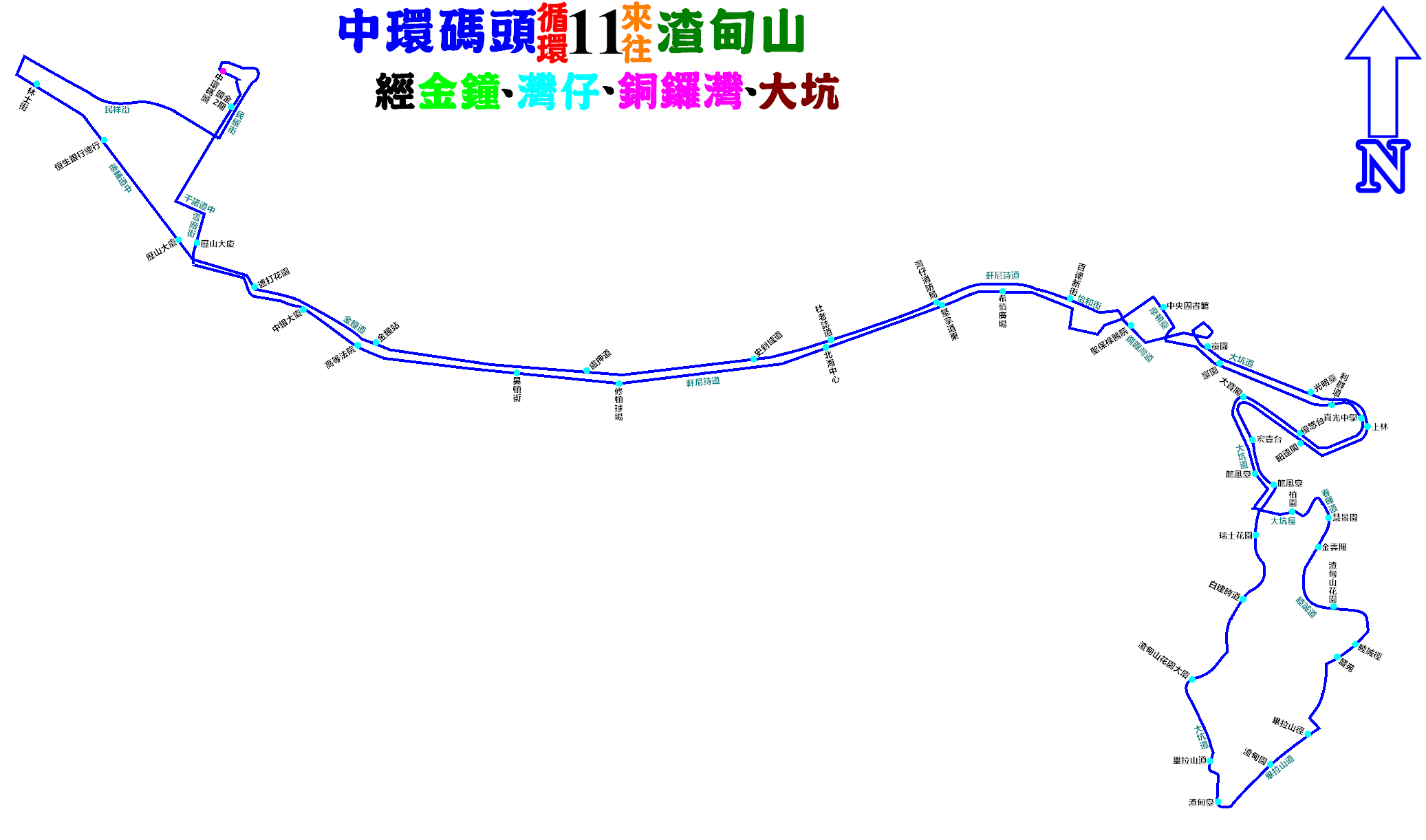
11號的走線圖

- 逢星期日及公眾假期不停有*號之車站，改停有^號之車站。

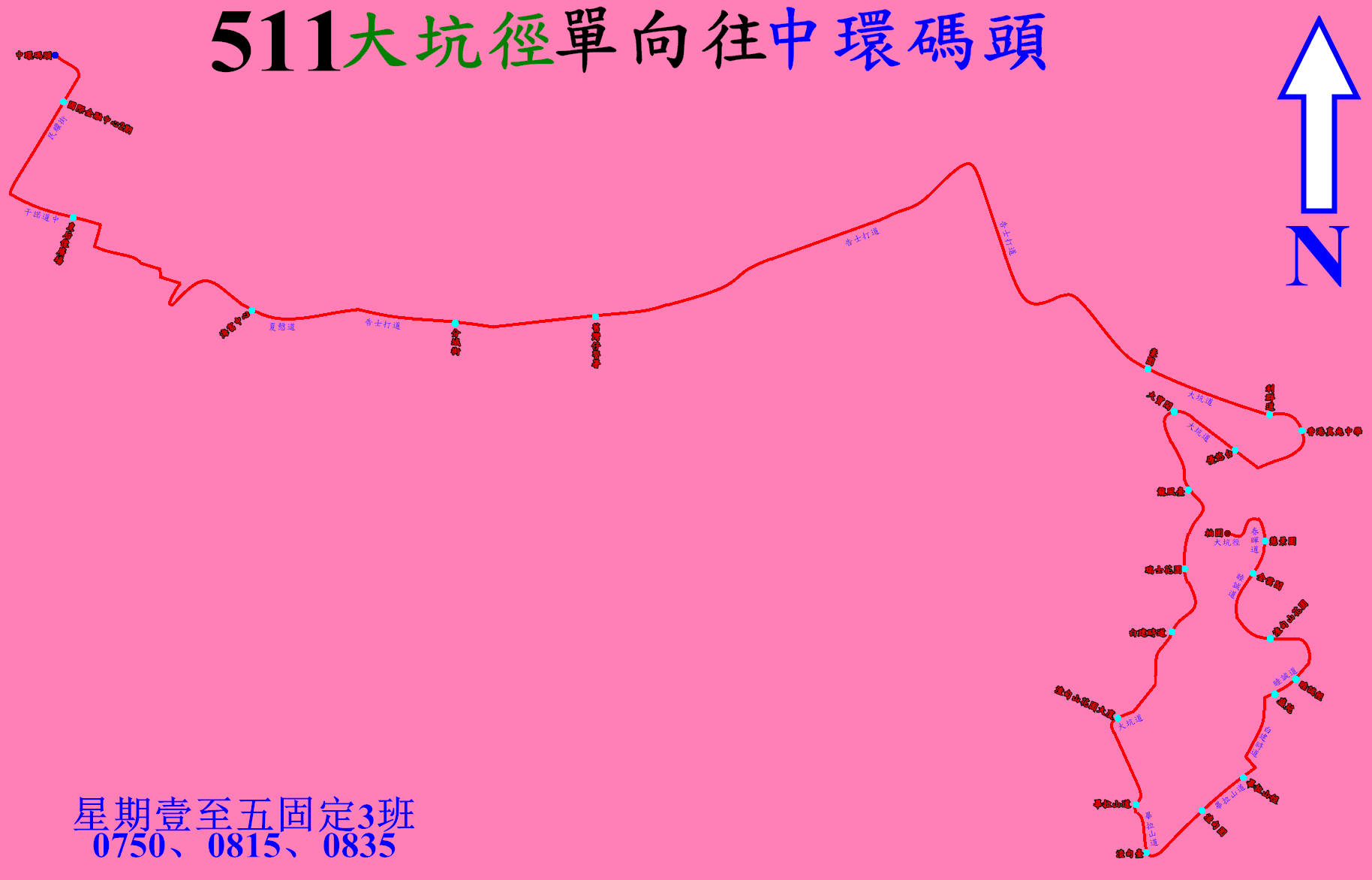
511線的走線圖

511
| 大坑徑開 | 大坑徑開         | 大坑徑開         |
| 序號     | 車站名稱         | 位置             |
| -------- | ---------------- | ---------------- |
| 1        | 柏園             | 大坑徑           |
| 2        | 慧景園           | 春暉道           |
| 3        | 金雲閣           | 睦誠道           |
| 4        | 渣甸山花園       | 睦誠道           |
| 5        | 睦誠徑           | 睦誠道           |
| 6        | 盛苑             | 睦誠道           |
| 7        | 畢拉山徑         | 畢拉山道         |
| 8        | 渣甸園           | 畢拉山道         |
| 9        | 渣甸臺           | 畢拉山道         |
| 10       | 畢拉山道         | 大坑道           |
| 11       | 渣甸山花園大廈   | 大坑道           |
| 12       | 白建時道         | 大坑道           |
| 13       | 瑞士花園         | 大坑道           |
| 14       | 龍風臺           | 大坑道           |
| 15       | 大寶閣           | 大坑道           |
| 16       | 優悠台           | 大坑道           |
| 17       | 香港真光中學     | 大坑道           |
| 18       | 利群道           | 大坑道           |
| 19       | 豪園             | 大坑道           |
| 20       | 舊灣仔警署       | 告士打道         |
| 21       | 分域街           | 告士打道         |
| 22       | 海富中心         | 夏慤道           |
| 23       | 皇后像廣場       | 干諾道中         |
| 24       | 國際金融中心二期 | 民耀街           |
| 25       | 中環碼頭         | 中環碼頭巴士總站 |